# Лени Ейбрахамсън
Ленърд (Лени) Ейбрахамсън (на английски: Leonard „Lenny“ Abrahamson) е ирландски режисьор и сценарист.
Роден е на 30 ноември 1966 година в Дъблин в еврейско семейство на адвокат. През 1987 година завършва теоретична физика в Дъблинския университет, след което започва да подготвя докторат по философия в Станфордския университет, но се отказва и се връща в Ирландия, за да се занимава с филми. Първоначално работи в рекламата, а след това в киното, придобивайки известност с филми като „Адам и Пол“ („Adam & Paul“, 2004), „Garage“ (2007), „Франк“ („Frank“, 2014), „Стая“ („Room“, 2015), за който е номиниран за „Оскар“ за режисура.